# ذخیره‌گاه طبیعی ساری-چلک
ذخیره‌گاه طبیعی ساری-چلک (به لاتین: Sary-Chelek Nature Reserve) یک منطقهٔ مسکونی در قرقیزستان است که در شهرستان آق‌سی واقع شده‌است.